# White Hall (Arkansas)
White Hall és una població dels Estats Units a l'estat d'Arkansas. Segons el cens del 2000 tenia 4.732 habitants.

## Demografia
Segons el cens del 2000, White Hall tenia 4.732 habitants, 1.780 habitatges, i 1.418 famílies. La densitat de població era de 267,1 habitants/km².
Dels 1.780 habitatges en un 39,9% hi vivien nens de menys de 18 anys, en un 66,5% hi vivien parelles casades, en un 9,7% dones solteres, i en un 20,3% no eren unitats familiars. En el 18% dels habitatges hi vivien persones soles el 6,6% de les quals corresponia a persones de 65 anys o més que vivien soles. El nombre mitjà de persones vivint en cada habitatge era de 2,66 i el nombre mitjà de persones que vivien en cada família era de 3,02.
Per edats la població es repartia de la següent manera: un 27,5% tenia menys de 18 anys, un 6,9% entre 18 i 24, un 29,5% entre 25 i 44, un 26,1% de 45 a 60 i un 10% 65 anys o més.
L'edat mediana era de 37 anys. Per cada 100 dones de 18 o més anys hi havia 91,7 homes.
La renda mediana per habitatge era de 52.045 $ i la renda mediana per família de 56.997 $. Els homes tenien una renda mediana de 38.286 $ mentre que les dones 26.827 $. La renda per capita de la població era de 20.524 $. Entorn del 5,5% de les famílies i el 6,5% de la població estaven per davall del llindar de pobresa.

## Poblacions més properes
El següent diagrama mostra les poblacions més properes.